# Синхронное плавание на летних Олимпийских играх 2024 — команды
Соревнования в командах по синхроному плаванию на летних Олимпийских играх 2024 года прошли с 5 по 7 августа 2024 года в Олимпийском Аквацентре в пригороде Парижа Сен-Дени.

## Формат соревнований
Соревнования состоят из технической, произвольной и акробатической программ. Баллы, набранные в каждой из этих программ, суммируются для определения итогового результата дуэта. В 2022 году World Aquatics внесла изменения в правила синхронного плавания, разрешающие выставить смешанную команду из восьми человек (ранее соревнования проводились только среди женщин) с максимальным количеством до двух мужчин в команде.  Однако ни один мужчина не был заявлен для участия в Играх 2024 года.

## Расписание
Время начала соревнований указано местное (UTC+2) 
| Дата                  | Время | Программа                |
| --------------------- | ----- | ------------------------ |
| Понедельник 5 августа | 19:30 | Техническая программа    |
| Вторник 6 августа     | 19:30 | Произвольная программа   |
| Среда 7 августа       | 19:30 | Акробатическая программа |

## Призёры
| Золото                                                                                           | Серебро | Бронза |
| Китай · Чан Хао · Фэн Юй · Ван Цыюэ · Ван Люи · Ван Цяньи · Сян Биньсюань · Сяо Яньнин · Чжан Яи | США · Джейми Чарковски · Мегуми Филд · Анита Альварес · Киана Хантер · Одри Квон · Жаклин Луу · Даниэлла Рамирес · Руби Ремати | Испания · Алиса Ожогина · Ирис Тио · Меричель Ферре · Марина Гарсия Поло · Лилу Льюис · Меричель Мас · Паула Рамирес · Бланка Толедано |

## Результаты
| Место | Страна    | Спортсмены | Техническая программа | Техническая программа | Произвольная программа | Произвольная программа | Акробатическая программа | Акробатическая программа | Всего баллов |
| Место | Страна    | Спортсмены | Баллы                 | Место                 | Баллы                  | Место                  | Баллы                    | Место                    | Всего баллов |
| ----- | --------- | --- | --------------------- | --------------------- | ---------------------- | ---------------------- | ------------------------ | ------------------------ | ------------ |
| 1     | Китай     | Чан Хао Фэн Юй Ван Цыюэ Ван Люи Ван Цяньи Сян Биньсюань Сяо Яньнин Чжан Яи                                                      | 313,5538              |                       | 398,8917               |                        | 283.6934                 |                          | 996,1389     |
| 2     | США       | Джейми Чарковски Мегуми Филд Анита Альварес Киана Хантер Одри Квон Жаклин Луу Даниэлла Рамирес Руби Ремати                      | 282,7567              | 4                     | 360,2688               | 2                      | 271,3166                 | 2                        | 914,3421     |
| 3     | Испания   | Алиса Ожогина Ирис Тио Меричель Ферре Марина Гарсия Поло Лилу Льюис Меричель Мас Паула Рамирес Бланка Толедано                  | 287,1475              | 2                     | 346,4644               | 4                      | 267,1200                 | 4                        | 900,7319     |
| 4     | Франция   | Ева Планекс Анастасия Баяндина Лаэлис Алавес Амбре Эно Романа Люнель Лаура Гонсалес Лора Трембль Шарлотта Трембль               | 277,7925              | 6                     | 340,0561               | 7                      | 268,8001                 | 3                        | 886.6487     |
| 5     | Япония    | Моэ Хига Томока Сато Моэка Кидзима Ута Кобаяси Аяно Симада Ами Вада Масиро Ясунага Мэгуму Ёсида                                 | 284,9017              | 3                     | 343,0291               | 6                      | 252,7533                 | 7                        | 880,6841     |
| 6     | Канада    | Одри Ламот Жаклин Симоно Скарлетт Финн Джонни Ньюман Рафаэлла Плант Кензи Придделл Клер Шеффел Флоранс Трембле                  | 262,4808              | 7                     | 343,6854               | 5                      | 253,0567                 | 6                        | 859,2229     |
| 7     | Мексика   | Нурия Диосдадо Хоана Хименес Рехина Альферес Фернанда Арельяно Ицмари Гонсалес Саманта Родригес Джессика Собрино Памела Тоскано | 242,9491              | 8                     | 347,3874               | 3                      | 263,4567                 | 5                        | 853,7932     |
| 8     | Италия    | Линда Черрути Лукреция Руджеро Марта Якоаччи София Мастроянни Энрика Пикколи Изотта Спортелли Джулия Верниче Франческа Зунино   | 277,8304              | 5                     | 326,1500               | 8                      | 241,9866                 | 8                        | 845,9670     |
| 9     | Австралия | Кэролин Бакл Кира Газзард Джорджия Куредж-Гардинер Рафаэлла Готье Марго Джозеф-Куо Анастасия Кусмаван Зоэ Пулис Милена Вальдман | 235,9071              | 10                    | 280,5521               | 9                      | 211,9766                 | 10                       | 728,4358     |
| 10    | Египет    | Фарида Абдельбари Мариам Ахмед Надин Барсум Амина Эльфеки Хана Хикал Салма Марей Сондос Мохамед Нехал Саафан                    | 242,7651              | 9                     | 243,9896               | 10                     | 219,2267                 | 9                        | 705,9814     |